# Годин, Михаэль фон
Михаэль Пауль Людвиг Рихард Фрайхерр фон Годин (8 октября 1896 года, Мюнхен — 11 января 1982 года там же) — баварский полицейский. Получил известность как глава полицейского подразделения, которое жестоко разогнало марш нацистов к Фельдхернхалле во время путча Гитлера-Людендорфа в Мюнхене в 1923 году, что привело к окончательному провалу путча.
Возглавлял полицию Баварии в послевоенной Германии.

## Биография

### Происхождение
Его отцом был отставной майор Баварской королевской армии, камергер Рейнхард Фрайхерр фон Годин, мать — Мария, урождённая Бальс. И Михаэль, и его брат Эммерих (1881—1934) сделали военную карьеру в баварской армии. Его двоюродной сестрой была писательница, суфражистка, переводчик и исследовательница Албании Мари Амели фон Годин.

### Путч Гитлера-Людендорфа 1923 г.
Как офицер, Годин принял участие в Первой мировой войне, а после войны поступил на службу в Баварскую государственную полицию в 1920 году. 9 ноября 1923 года лейтенант полиции Годин возглавлял подразделение полиции, которое арестовало начальника полиции Эрнста Пёнера и Вильгельма Фрика в мюнхенском полицейском управлении и применило огнестрельное оружие для разгона вооруженного марша национал-социалистов, пытавшихся совершить государственный переворот, на Одеонсплац.

### После прихода нацистов к власти
Годин находился под «защитным арестом» с мая 1933 года по январь 1934 года, а также краткое время в конце мая 1934 года в концентрационном лагере Дахау.
В начале 1938 года, до аннексии Австрии, он бежал в Люцерн, где при посредничестве Геро фон Шульце-Геверница и Аллена Даллеса исследовал немецкое эмигрантское сообщество по поручению Управления стратегических служб .
Нацистские власти лишили его гражданства в 1939 году.

### Послевоенный период
6 июня 1945 года Годин вернулся в Мюнхен из Швейцарии на американском джипе вместе с Вильгельмом Хёгнером, впоследствии ставшим премьер-министром Баварии. 29 июня 1945 г. оккупационные власти издали приказ о воссоздании Баварской государственной полиции в соответствии с демократическими принципами и на децентрализованной основе. Годин был назначен президентом Баварской государственной полиции пожизненно на основании того, что он ранее занимал должность начальника земельной полиции в административном округе Верхняя Бавария .
24 апреля 1946 года Годин, как первый президент тогдашней государственной полиции Баварии, ввел в действие организационные принципы государственной полиции в Свободном государстве после одобрения премьер-министром Баварии и американским военным правительством. До 1959 года возглавлял Баварскую государственную полицию.
В 1963 году он был награждён Баварским орденом «За заслуги» .